# شاهزاده نیکوتین یا پری دود
شاهزاده نیکوتین یا پری دود (انگلیسی: Princess Nicotine; or, The Smoke Fairy) یک فیلم به کارگردانی جیمز استوارت بلکتون است که در سال ۱۹۰۹ منتشر شد. از بازیگران آن می‌توان به پل پانزر اشاره کرد.